# Стаффорд, Хьюго, 1-й барон Стаффорд
Хьюго (Хью) де Стаффорд (англ. Hugh de Stafford; ок. 1382 — 25 октября 1420) — 4-й барон Буршье (по праву жены) с 1409/1410 года, 1-й барон Стаффорд с 1411 года, рыцарь ордена Подвязки с 1418 года, младший сын Хьюго де Стаффорда, 2-го графа Стаффорда, и Филиппы де Бошан.

## Биография
Хьюго родился около 1382 года в родовом замке Стаффорд.
После того, как умер его тесть, Бартоломью Буршье, 3-й барон Буршье, Хьюго как муж Элизабет Буршье, дочери и наследницы Бартоломью, получил титул барона Буршье. А в 1411 году он был вызван парламент как 1-й барон Стаффорд.
В 1417 году Хьюго участвовал в нормандской кампании Генриха V. В 1418 году Хьюго был посвящён в рыцари ордена Подвязки.
Хьюго умер 25 октября 1420 года. Детей он не оставил, поэтому титул барона Стаффорда исчез.

## Брак
Жена: до сентября 1410 Элизабет Буршье (ум. 1 июля 1432), 4-я баронесса Буршье с 1409, дочь Бартоломью Буршье, 3-го барона Буршье. Детей не было.
После смерти мужа Элизабет вышла замуж вторично — за сира Льюиса Робсарта (ум. 1431).